# التغطية الإعلامية للحرب الأهلية السورية

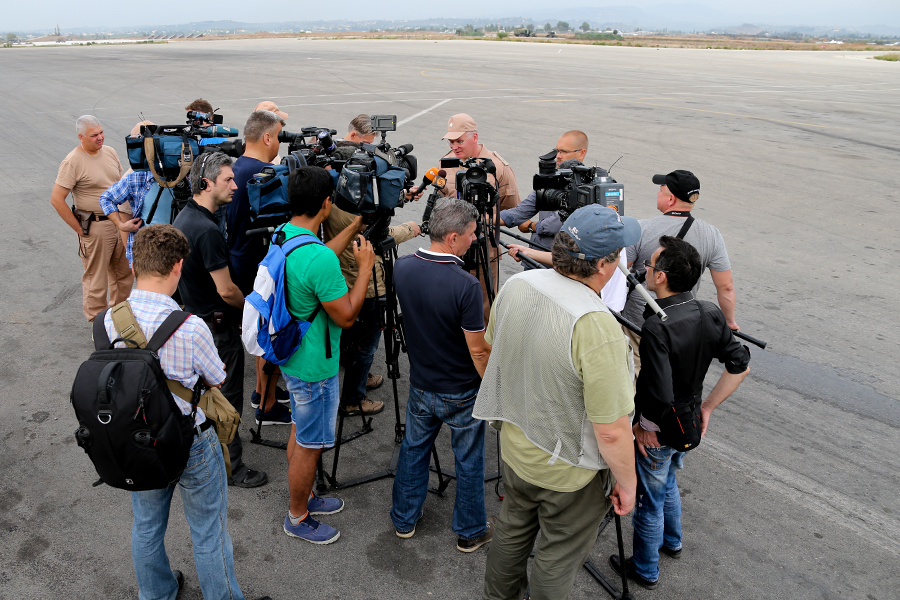
الصحفيين خلالَ مقابلة الجنرال الروسي إيغور كوناشنكوف في مطار باسل الأسد الدولي خلال التدخل العسكري الروسي في الحرب الأهلية السورية

منذ بداية الحرب الأهلية السورية؛ عمدَ كلا الجانبين (الحكومة والمعارضة) على استخدام وسائل التواصل الاجتماعي في محاولة لتشويه سمعة خصومهم باستخدام عبارات سلبية مثل العصابات المسلحة الإرهابية، النظام الطائفي القذر، المرتزقة وعملاء إيران وهكذا. بحسب معهد ستوكهولم الدولي لأبحاث السلام فإن الصراع السوري مُعقد فعلا ويزداد تعقيدًا بسبب تحيز الإعلام الذي بات يُشكل تحديا رئيسيا للبلاد. تحيّز الإعلام السوري يتسبب في جمع بيانات مغلوطة وتضليل الباحثين وواضعي السياسات بشأن الأحداث الفعلية.

## نشطاء الإنترنت

### وسائل التواصل الاجتماعي
لعب وسائل التواصل الاجتماعي دورًا مهمًا في ثورات الربيع العربي خاصة في تونس ومصر. في عام 2011 وخلال تزامن ثورات الربيع العربي قامت السيدة فداء السيد بإنشاء صفحة على موقع فيسبوك باسم شبكة الثورة السورية وقد حصدت لها أزيد من 383.000 مُعجب في أيام قليلة. عملت الصفحة على نشر تقارير وأخبار متعلقة بالانتفاضة كما عملت على توفير مبادئ توجيهية عامة وكذا تنظيم الاحتجاجات.
اعتبارا من عام 2015؛ عمل النظام السوري من خلال أذرعه الإعلامية على إنشاء صفحة لمحبي الرئيس بشار الأسد. عملَ النظام كذلك على الترويج للصفحة وقد حصدت ما مجموعه 2,958,595 مُعجب. هناك أيضا بانا العبد وهي فتاة سورية فتحت لها حسابًا على موقع تويتر عام 2016 ونشرت فيه بانتظام -بمساعدة من والدتها- تغريدات باللغة الإنجليزية تتحدث فيها عمّا حلّ بمدينتها حلب التي تم تدميرها على يد قوات النظام السوري والشبيحة.

### الهواتف النقالة
تم حظر دخول وسائل الإعلام الدولية لتوثيق ما يحصل في سوريا على يد قوات النظام مما أتاح لباقي المستخدمين فرصة تولي دور الصحفي وتوثيق كل ما يحصل بالصوت والصورة. لقد لعب الهاتف النقال الدور الأبرز في تصوير المجازر التي ترتكبها قوات النظام، المعارضة وباقي التنظيمات المتطرفة إلا أن أشرطة الفيديو عادة ما تؤخذ من قبل كاميرات هاتف المحمول ضعية الجودة وهذا ما يُعيبها. لقد تسبّب ضعف جودة الفيديوهات في صعوبة التحقق منها بشكل مستقل كما أن العديد من المحطات التلفزيونية قد أظهرت لقطات قديمة من العراق ولبنان وادعت أن قد تم تصويرها في سوريا. استُخدمت حسابات تويتر لنشر الأخبار والآراء حول الصراع باستخدام صور من الهواتف المحمولة كذلك. في الوقت الحالي تُعدّ رنا الحربي من لبنان واحدة من الشخصيات المدنية الأكثر شعبية على تويتر فيما يتعلق بالثورة السورية حيث تعمل على نشر صور -باستعمال الهاتف- الثورة كما تُعارض بقاء النظام السوري بقيادة بشار في سدّة الحكم.

## وسائل الإعلام المرئية
بين كانون الثاني/يناير 2012 وسبتمبر 2013 تم تحميل أكثر من مليون فيديو يوثق الحرب الدائرة في سوريا على منصة يوتيوب وقد حصلت كل هذه الفيديوهات على مئات الملايين من المشاهدات. نشرت صحيفة وول ستريت جورنال الأمريكية مقالا ذكرت فيه أن كاميرا الهاتف المحمول ووسائل التواصل الاجتماعي قد شكلت ظاهرة جديدة في سوريا باتت تُعرف باسم «يوتيوب الحرب». أما صحيفة نيويورك تايمز الأمريكية أيضا فقد ذكرت أن أشرطة الفيديو على الإنترنت قد ساهمت في توثيق الحرب بالرغم من اتساع رقعتها هذا فضلا عن تخليدها لكل الذكريات. أبرز الفيديوهات التي نُشرت في هذا النطاق كان فيديو لأحد قادة الثوار وهو أبو بساكار الذي قام بقطع أعضاء جثة جندي سوري ثم عض على يده المبتورة بفمه وهو يقول: أدعو كل الثوار إلى الاقتداء وترويع الطائفة العلوية التي تدعم الأسد.

## الدعاية
تحتل سوريا المرتبة الثالثة في البلدان الأكثر قمعية في العالم من حيث حرية الصحافة حسب لجنة حماية الصحفيين، كما تحتل المرتبة الرابعة في نفس الفئة حسب منظمة مراسلون بلا حدود.
تعمل الوكالة العربية السورية للأنباء (سانا) على إجراء مقابلات تلفزيونية مع أنصار الحكومة والجيش والذين يتنكرون بلباس السكان المحليين ثم يقفون بالقرب من مواقع الدمار ويدعون أنّ كل هذا الدّمار قد حل بهم بسبب الثوريين. ذكرت الصحيفة اللبنانية السفير مقتطفات من مقابلات تبين فيها أنّ وسائل إعلام النظام السوري قد دربت شهود عيان كما عملت على إنشاء تقارير تُشيد بالحكومة السورية.
في آذار/مارس 2012 استقال مراسلي الجزيرة علي هاشم واثنين آخرين بسبب اعتراضات على الخط التحريري للقناة خاصة فيما يتعلق بالحرب الدائرة في سوريا. ذكرت بعض التقارير التي اعتمدت على تصريحات هاشم أن قناة الجزيرة تدفع 50000 دولار من أجل تهريب الهواتف وأدوات الاتصالات عبر الأقمار الصناعية إلى الثوار في سوريا. خلص هاشم في نهاية حديثه إلى أنّ "القناة تتخذ موقف معين حيث تُحاول التدخل في كل تفاصيل الثورة السورية." يُشار كذلك إلى أنّ أحمد إبراهيم وهو المسؤول الأول عن تغطية الجزيرة لما يحصل في سوريا هو شقيق عضو قيادي من الثوار في المجلس الوطني السوري. ذكر أحمد في وقت ما أن الجزيرة تضغطُ على الصحفيين من أجل استخدام مصطلح "الشهيد" فيما يخص قتلى الثوار السوريين فيما تنص على تفادي ذكر هذه الكلمة عندما يتعلق الأمر بالقتلى من القوات الموالية للحكومة. في كانون الثاني/يناير 2013 تم طرد محرر في الجزيرة لم يُكشف عن اسمه وذلك بعدما عمل معها لأزيد من عقدٍ من الزمن، لم يتم معرفة سبب الطرد في حقيقة الأمر لكن ظهرت بعض الشائعات التي تُفيد بأن المحرر قد طُرد بسبب تغطيته "الغير مناسبة" مع النسق التحريري لقناة الجزيرة فيما يخص الحرب الأهلية السورية. ذكر المحرر "المطرود" في وقت لاحق أن الإخوان المسلمين حاولوا السيطرة على الملف السوري في قناة الجزيرة حيث حاولوا -نظريا وليس تطبيقيا- إسقاط الحكومة السورية من الأسد. لقد استقال العديد من الموظفين السابقين في الجزيرة احتجاجًا على نسقها التحريري بما في ذلك مدير مكتب برلين السيد أختام سليمان الذي كان في البداية يقفُ مع المعارضة السورية لكنه تراجع في وقت ما وخلص إلى أن "الجزيرة تكذب ولا تزال تكذب حول سوريا لصالح الإخوان المسلمين.
لقد تم استخدام الدعاية من قبل الحكومة السورية منذ بداية الصراع. فعلى سبيل الثال لا الحصر تُشير وكالة الأنباء العربية السورية إلى الجيش السوري الحر وداعش بأنهما «عصابات مسلحة» أو «إرهابيين» - في حين أن تصف مصادر إعلام أخرى تنظيم الدولة الإسلامية (داعش) بالمُتطرف والجيش الحر بالمعارض أو الثائر. بالنسبة للرئيس الأسد فهو يُشير إلى جماعات المعارضة المسلحة الإسلامية بمصطلحات مثل التكفيرية والمتطرفة كما يعمل على تصوير نفسه باعتباره آخر شخص قادر على ضمان حفظ علمانية الحكومة. يُشار إلى أنّ السوريين في المدارس العامة يتمُّ تعليمهم أن الصراع هو مؤامرة خارجية.
اتهمت وزارة الخارجية السورية في عام 2015 دولة الولايات المتحدة باختراغ بيانات حول استخدام النظام السوري للأسلحة الكيميائية ضد المدنيين من أجل إطلاق حملة ضد سوريا كما رأت الوزراة أن هذه مُجرّد «مزحة»، وهكذا فإن الدولة السورية تتهمُ الولايات المتحدة بالدعاية من أجل هذا الموضوع. تبيّن في عام 2016 وحده من خلال رسائل البريد الإلكتروني التي سُرّبت من حساب هيلاري كلينتون ومن خلال برامج الجزيرة وأخبارها أن هاتان الاتنتان تُشجعان باقي الشعب السوري على الانشقاق عن الحكومة السورية من خلال مختلف أدوات الإنترنت التي تَنْشر المعلومات.

### الخدع
عمل كلا الجانبين المتحاربين في الحرب الأهلية على نشر صور وفيديوهات للعنف على وسائل التواصل الاجتماعي. بالنسبة للمعارضة فهي نادرًا ما تدّعي هذا على عكس القنوات التابعة للنظام السوري -مثل قناة الميادين- والتي عملت على نشر صور للعنف على أوسع نطاق لإظهار المعارضة في مظهر «الإرهاب». اتضح في وقت لاحق أن اللقطات التي حاول النظام السوري توزيعها هي لقطات لصراعات في بلدان أخرى.
أمثلة:
- فتاة مثلية الجنس في دمشق: تم جلب صورة لمثلية جنسية خلال تظاهرة في الولايات المتحدة ثم قامت بعض المدونات على النت عام 2011 بالادعاء بأن الصورة تعود لفتاة مثلية في دمشق.[28]
- انتشر في عام 2015 مقطع فيديو يُصور صبي سوري يقوم بإنقاذ فتاة خلال تبادل لإطلاق النار. تمّ مشاهدة الفيديو ملايين المرات كما تم تداوله على نطاق واسع في مواقع التواصل دون تحقق.[29] تبيّن فيما بعد أن الفيديو قد تم تصويره في مالطا في صيف 2014 للمخرج النرويجي البالغ من العمر 34 عاما لارس كليفبرغ والذي أمِل في إثارة المناقشات حول تشويه الإعلام للأطفال في مناطق الحرب.[30]
- انتشرت في عام 2011 أخبار حول شابة تبلغ من العمر 18 سنة وتُدعى زينب الحسني. زُعم حينها أن النظام السوري قد احتجز الطفلة وعرضها للتعذيب ثم الموت بسبب أخيها كونه ناشطا. ظهر في الفيديو كذلك جنازة زينب لكن تبين فيما بعد أنها على قيد الحياة وقد فرّت من المنزل بسبب ضرب إخوتها لها.[31]

## العقبات

### الاعتداءات على الصحفيين
حتى تشرين الأول/أكتوبر من عام 2012؛ قضى أزيد من مائة صحفي سوري ودولي نحبه بسبب الحرب الأهلية السورية. حسب لجنة حماية الصحفيين فإنّ 13 صحفيًا قد قُتل في حوادث العمل خلال الثمانية عشر شهرا الأولى من الانتفاضة. خلال نفس الفترة ذكرت منظمة مراسلون بلا حدود أنّ ما مجموعه 33 صحفيًا قد قُتلوا في سوريا. من أمثلة ذلك السيدة ماري كولفين التي قُتلت في انفجار وقع خلال معركة حمص،  بالإضافة إلى الصحافي الفرنسي جيل جاكيه الذي قتل جرّاء سقوط قذيفة هاون بالقرب منه.
عملت الحكومة السورية على منحِ تراخيص للصحفيين الموالين ليها فيما منعت الباقي من تغطية ما يدور في الحرب. حاول نظام الأسد تشديد الخناق على حرية الصحافة من خلال ترهيب باقي الصحفيين المستقلين. في غضون شهر من الاحتجاجات؛ احتجز النظام السوري سبع صحفيين محليين ودوليين على الأقل كما عرض حياة واحد منهم للخطر من خلال الضرب والاحتجاز وهلم جرا من أساليب الترهيب والتخويف. اعتُقل المواطن الصحفي محمد حايريري في نيسان/أبريل 2012 كما تعرض للتعذيب في السجن وحكم عليه بالإعدام في مايو/أيار 2012 وذلك بسبب مقابلة أجراها مع مذيعي قناة الجزيرة. عمل النظام السوري كذلك على احتجاز بعض الصحفيين الأردنيين كما قام بتعذيبهم أو أرسلهم لديارهم في ظروف يرثى لها.

#### اختطاف صحفيي بي سي نيوز
بحلول الثالث عشر من كانون الأول/ديسمبر 2012 قامت قوات سورية مجهولة باختطاف مراسل بي سي نيوز ريتشارد أنجيل وخمسة من أعضاء طاقمه كانوا يعملون على توثيق الأحداث في سوريا. نجحَ أنجيل في الهروب بعد خمسة أيام في الأسر وقال فيما بعد أنه يعتقد أن الشبيحة وهي مجموعة موالية للأسد هي التي تقفُ وراء الاختطاف كما أكّد على أن طاقمه قد تم تحريره من قبل أحرار الشام.

### اعتقال الإعلاميين
تعاني وسائل الإعلام الأجنبية والمحلية من التضييق من جانب السلطات السورية. فقد أوردت «منظمة الوطنية لحقوق الإنسان في سوريا» في بيان لها تصاعد موجة اعتقالات الإعلامين.
كما نددت منظمة «مراسلون بلا حدود» بالرقابة التي تفرضها السلطات السورية على وسائل الإعلام الوطنية والأجنبية وبالاعتقالات التي استهدفت مدونين وصحفيين.
وكانت دوروثي بارفاز المراسلة الصحفية من شبكة الجزيرة الإنكليزية قد فقد أثرها منذ وصولها إلى دمشق في 29 أبريل.
وبعد أيام من غموض مصيرها، صرحت السلطات السورية إن الصحفية (التي تحمل الجنسيات الأميركية والكندية والإيرانية) حاولت دخول سوريا بطريقة غير شرعية بواسطة تأشيرة إيرانية منتهية الصلاحية وسُلمت لاحقًا إلى إيران.
ثم أفرج عنها ووصلت إلى الدوحة في 18 مايو وذكرت الجزيرة في بيان لها أن بارفاز «أفرج عنها بعد ثلاثة أسابيع تقريبا من اختفاء اثرها بعد وصولها إلى دمشق لتغطية التظاهرات» مشيرة إلى أنها «بأمان وفي صحة جيدة».

### دور الإنترنت
طردت الحكومة السورية العديد من الصحفيين الأجانب، وهو ما جعل التحقق بشكل مستقل من أحداث العنف أمرا شبه مستحيل.
ولكي يتغلب المتظاهرون على هذا التعتيم، لجأ النشطاء إلى هواتفهم الخلوية لتصوير مظاهراتهم وما يرافقها من قمع ثم نشر تلك الأفلام على الإنترنت باستخدام برامج البروكسي حتى لا يتم اعتقالهم. وقد تم إنشاء مجالس تنسيق محلية في جميع المدن والقرى السورية لتنظيم وتغطية الأحداث تحت مظلتين رئيسيتين هما الهيئة العاملة للثورة السورية، ولجان التسيق المحلي في سوريا والتي تضم لجانًا حقوقية وإعلامية وإغاثية.
وقالت صحيفة لكسبرس إنه وعلى الرغم من منع الصحفيين من تغطية الأحداث فإن صور الفيديو التي بثها الهواة على شبكة الإنترنت أصبحت بديلا عن الإعلام. وأشارت الصحيفة إلى أن الشباب السوري تمكن من نشر العديد من مقاطع الفيديو التي تظهر كيف تعاطى الأمن السوري مع المحتجين.
نشر قريب لمدونة تُدعى أمينة عبد الله عراف العمري صاحبة مدونة باسم «مثلية في دمشق»، نشر على مدونتها يوم 6 يونيو يبلغ القراء باختطافها على يد من يشتبه في أنهم رجال السلطة في دمشق.
وبعد انشغال الرأي العام بقضيتها، أتضح أن الشخصية وهمية قد أختلقها طالب أمريكي مقيم في اسكتلندا يدعى «توم ماكماستر».
وكتب في رسالة اعتذار نشرها من إسطنبول بعنوان «اعتذار من القراء» انه إن لم تكن الشابة السورية موجودة فعليا إلا أن «الوقائع التي نقلت على المدونة حقيقية ولا تعطي صورة كاذبة عن الوضع على الأرض» في سوريا.
وكانت الصور التي نشرها للشخصية المختلقة أتضح إنها لفتاه تقيم في لندن واسمها «جيلينا ليشتش».